# Fonds arabe pour les droits humains
 (août 2011).
Si vous disposez d'ouvrages ou d'articles de référence ou si vous connaissez des sites web de qualité traitant du thème abordé ici, merci de compléter l'article en donnant les références utiles à sa vérifiabilité et en les liant à la section « Notes et références ».
Le Fonds arabe pour les droits humains (FADH) est une organisation philanthropique à but non lucratif qui soutient la promotion de tous les droits humains dans la région arabe.